# Alipay
Alipay (chinois : 支付宝 ; pinyin : zhīfùbǎo) est une solution de paiement sur Internet créée en 2004 par Alibaba Group. La société s’est aussi associée avec les grands acteurs bancaires locaux – La Banque postale, BPCE, BNP Paribas ou encore la Banque Edel – pour multiplier le nombre de commerçants acceptant Alipay.

## Historique
Lancée en 2004 par Ant Financial et Alibaba Group, Alipay est d'abord utilisée sur le site d'enchères en ligne Taobao et sur les plateformes e-commerce d'Alibaba pour faciliter les transactions.
En février 2015, la solution compterait  800 millions d'utilisateurs et en août 2017, 175 millions de transactions quotidiennes sont comptabilisées.
Alipay est aussi une solution de paiement réelle fonctionnant sur un système de QR Code. Le vendeur propose son QRcode personnel, l'acheteur scanne ce QRcode avec son mobile et accepte la transaction. Le paiement est effectué instantanément et la facture arrive par email ou sms.
En 2018, Alipay compte 600 millions d'utilisateurs actifs sur son marché domestique, et l'application de paiement mobile est déployée dans 36 pays et régions dans le monde, dont 10 pays en Europe.
En 2018, Alipay signe un partenariat avec le fabricant de terminaux Ingenico pour accélérer son développement en France, qui souhaite de son côté passer de 2 à 5 millions de touristes chinois sur son territoire en 2020.
Fin 2019, Alipay poursuit sa stratégie de développement en Europe et plus particulièrement en France, l'une des principales destinations des touristes chinois. La solution de paiement a été déployée dans plus  800 commerces de Franprix, des enseignes de textiles tels que Maje, Sandro et Etam.
Une introduction en bourse d'Alipay serait prévue en 2020, avec une cotation à Shanghaï et à Hongkong. L'introduction en bourse est finalement suspendue par les autorités chinoises.
En septembre 2021, les autorités chinoises demanderaient à Alipay et Ant Group de scinder leurs activités de paiement et de crédit, après avoir ordonné déjà à ceux-ci de séparer les activités de crédit à la consommation et de cartes de crédit.

## Évolution des versions du plugin
- 2004 : fonctionnement exclusif avec IE
- Août 2007 : pré-version pour d'autres navigateurs
- Octobre 2008 : compatible avec Firefox (windows)
- Avril 2009 : compatible avec Safari (Mac)
- Octobre 2009 : compatible iPhone (iOS)
- Décembre 2010 : compatible pour GNU/Linux avec Firefox, Opera, Google Chrome et Android